# Jānis Iesalnieks
Jānis Iesalnieks (ur. 7 lipca 1984 w Windawie) – łotewski prawnik i polityk, były wiceprzewodniczący ugrupowania Wszystko dla Łotwy!, w latach 2019–2022 poseł na Sejm XIII kadencji. 

## Życiorys
Ukończył szkołę średnią w Windawie, następnie zaś studiował prawo na Uniwersytecie Łotewskim. W 2006 współzakładał nowe ugrupowanie o profilu nacjonalistycznym pod nazwą Wszystko dla Łotwy!, z listy którego bez powodzenia ubiegał się o mandat poselski w wyborach do Sejmu IX kadencji. W wyborach w 2010 bezskutecznie walczył o mandat posła na Sejm w okręgu Kurlandia z drugiego miejsca narodowej koalicji Wszystko dla Łotwy! – TB/LNNK. Po wyborach w 2014 objął stanowisko wiceministra sprawiedliwości jako przedstawiciel zjednoczonego ugrupowania narodowców Zjednoczenie Narodowe „Wszystko dla Łotwy!” – TB/LNNK. 
Po wyborach w 2018 uzyskał mandat czasowy posła na Sejm XIII kadencji, po tym jak zawiesiła go minister kultury Dace Melbārde. Został wiceprzewodniczącym Komisji Sprawiedliwości oraz członkiem Komisji Obywatelstwa, Migracji i Pojednania Społecznego. Objął także funkcję wiceprzewodniczącego grupy współpracy z parlamentem węgierskim. 
W wyborach w 2022 nie uzyskał reelekcji. Objął natomiast funkcję doradcy ds. prawnych ministra transportu. Później rozpoczął pracę dla Eiropas Dzelzceļa līnijas (Europejskich Linii Kolejowych), poświęcając się wdrożeniu projektu „Rail Baltica” na Łotwie. 
Żonaty, ma dwóch synów.

## Źródła
- Jānis Iesalnieks. saeima.lv. [dostęp 2025-01-21]. (łot.).
- Tomasz Otocki: Jānis Iesalnieks: rząd Krišjānisa Kariņša to gabinet kompromisów. przegladbaltycki.pl, 11 kwietnia 2019. [dostęp 2025-01-21]. (pol.).